# Хата-читальня
Хата-читальня — сільська культурно-освітня установа, заснована за перших років радянської влади в Україні як перша форма сельбуда, після ліквідації «Просвіти».
Осередок діяльності сільських бібліотек, гуртків самодіяльності, влаштування агітаційно-пропагандних лекцій і загальноосвітніх доповідей. Звичайно, хата-читальня була також центром партійно-комсомольських організацій села. Після закінчення німецько-радянської війни хати-читальні почали перетворюватися на колгоспні клуби та будинки й палаци культури і залишалися тільки в малих сільських місцевостях.